# Лок (фільм)
«Лок» (англ. Locke) — британсько-американський драматичний фільм режисера і сценариста Стівена Найта, що вийшов 2013 року. У головних ролях Том Гарді.
Вперше фільм продемонстрували 2 вересня 2013 року Італії на 70-му Венеційському кінофестивалі. В Україні у кінопрокаті фільм не демонструвався. Переклад та озвученя українською мовою зроблено студією «Омікрон» на замовлення Hurtom.com у грудні 2014 року у рамках проекту «Хочеш кіно українською? Замовляй!».

## Сюжет
Іван Лок — керівник будівельних робіт однієї з будівельних фірм Англії. Напередодні початку найбільшого проекту у Європі, Іван дізнається, що його колега по роботі Бетан народжує на два місяці швидше терміну, тоді він вирішує їхати на пологи.

## Творці фільму

### Знімальна група
Кінорежисер — Стівен Найт, сценаристом був Стівен Найт, кінопродюсерами — Ґай Гілі і Пол Вебстер, виконавчі продюсери — Стюарт Форд, Девід Джордан, Стівен Скіллант і Джо Райт. Композитор: Дікон Гінчліфф, кінооператор — Гаріс Замбарлукос, кіномонтаж: Жюстін Райт. Підбір акторів — Шагін Бейґ, художник по костюмах — Найджел Еґертон.

### У ролях
| Актор         | Персонаж                   | Роль                           |
| ------------- | -------------------------- | ------------------------------ |
| Том Гарді     | Іван Лок англ. Ivan Locke  | керівник будівельних робіт     |
| Олівія Колман | Бетан англ. Bethan         | колега Івана по роботі (голос) |
| Рут Вілсон    | Кетрін Лок англ. Katrina   | дружина Івана (голос)          |
| Ендрю Скотт   | Донел англ. Donal          | помічник Івана (голос)         |
| Бен Деніелс   | Ґарет англ. Gareth         | босс Івана (голос)             |
| Том Голланд   | Едді Лок англ. Eddie Locke | син Івана (голос)              |
| Білл Мілнер   | Шон Лок англ. Sean Locke   | син Івана (голос)              |

## Сприйняття

### Критика
Фільм отримав позитивні відгуки: Rotten Tomatoes дав оцінку 89% на основі 169 відгуків від критиків (середня оцінка 7,6/10) і 70% від глядачів зі середньою оцінкою 3,6/5 (21,849 голосів). Загалом на сайті фільми має позитивний рейтинг, фільму зарахований «стиглий помідор» від кінокритиків і «попкорн» від глядачів, Internet Movie Database — 7,1/10 (41 575 голосів), Metacritic — 81/100 (37 відгуків критиків) і 7,4/10 від глядачів (134 голоси). Загалом на цьому ресурсі від критиків і від глядачів фільм отримав позитивні відгуки.

### Касові збори
Під час показу у США, що розпочався 25 квітня 2014 року, протягом першого тижня фільм був показаний у 4 кінотеатрах і зібрав 81,006 $, що на той час дозволило йому зайняти 37 місце серед усіх прем'єр. Показ фільму протривав 112 днів (16 тижнів) і завершився 14 серпня 2014 року. За час показу фільм зібрав у прокаті у США 1,375,769  доларів США (за іншими даними 1,370,646 $) при бюджеті менше 2 млн $.

### Нагороди і номінації[11]
| Рік  | Нагорода                             | Категорія                          | Номінант              | Результат |
| ---- | ------------------------------------ | ---------------------------------- | --------------------- | --------- |
| 2013 | Премія британського незалежного кіно | Найкращий сценарій                 | Стівен Найт           | Перемога  |
| 2013 | Премія британського незалежного кіно | Найкращий актор                    | Том Гарді             | Номінація |
| 2013 | Премія британського незалежного кіно | За найкращі технічні досягнення    | Жюстін Райт (монтаж)  | Номінація |
| 2014 | Європейський кіноприз                | Найкращий монтаж (Приз журі)       | Жюстін Райт           | Перемога  |
| 2014 | Європейський кіноприз                | Найкращий монтаж                   | Жюстін Райт           | Перемога  |
| 2014 | Європейський кіноприз                | Найкращий режисер                  | Стівен Найт           | Номінація |
| 2014 | Європейський кіноприз                | Найкращий актор                    | Том Гарді             | Номінація |
| 2014 | Європейський кіноприз                | Найкращий сценарист                | Стівен Найт           | Номінація |
| 2014 | Гетеборзький кінофестиваль           | Приз за найкращий дебютний фільм   | Стівен Найт           | Номінація |
| 2014 | Національна рада кінокритиків США    | Найкращі десять незалежних фільмів | стрічка               | Перемога  |
| 2014 | Сіднейський кінофестиваль            | Найкращий фільм                    | Стівен Найт (режисер) | Номінація |

### Виноски
1. 1 2 3  Locke: Release Info (англ.). Internet Movie Database. Архів оригіналу за 5 липня 2015. Процитовано 9 грудня 2014.
2. 1 2  Ramin Setoodeh (25 квітня 2014). Tom Hardy Talks About His Experimental Indie Movie ‘Locke’ (англ.). Variety. Архів оригіналу за 28 квітня 2014. Процитовано 9 грудня 2014.
3. 1 2  Locke (англ.). Box Office Mojo. Архів оригіналу за 29 жовтня 2014. Процитовано 9 грудня 2014.
4. 1 2  Locke (англ.). The Numbers. Архів оригіналу за 2 грудня 2014. Процитовано 9 грудня 2014.
5. 1 2  Locke (англ.). Internet Movie Database. Архів оригіналу за 13 грудня 2017. Процитовано 9 грудня 2014.
6. ↑  Locke (англ.). Allmovie. Архів оригіналу за 3 березня 2015. Процитовано 9 грудня 2014.
7. ↑  Лок. Премьеры (рос.). КиноПоиск. Архів оригіналу за 20 грудня 2014. Процитовано 9 грудня 2014.
8. ↑  Locke: Full Cast & Crew (англ.). Internet Movie Database. Архів оригіналу за 5 січня 2015. Процитовано 9 грудня 2014.
9. ↑  Locke (англ.). Rotten Tomatoes. Архів оригіналу за 27 листопада 2017. Процитовано 9 грудня 2014.
10. ↑  Locke (англ.). Metacritic. Архів оригіналу за 25 квітня 2014. Процитовано 9 грудня 2014.
11. ↑  Locke: Awards (англ.). Internet Movie Database. Архів оригіналу за 5 березня 2015. Процитовано 9 грудня 2014.